# International Standard Chainguide
El International Standard Chainguide (ISCG) es un estándar reciente para acoplar el cambio  del pedalier de una bicicleta o un guía cadenas al cuadro.
El desviador delantero se fija habitualmente rodeando el tubo que va del sillín al eje del pedalier. Este sistema limita el diseño de la bicicletas.
- El tubo no puede ser ovalado sino totalmente redondeado.
- Por supuesto el tubo debe existir. Algunos diseños de suspensión se ven limitados porque no pueden eliminar el tubo vertical.
- Se acostumbra mantener parte del tubo solo para sujetar el desviador sin ninguna otra función. Algunas veces es corto se deben utilizar desviadores especiales que a veces funcionan peor que los convencionales E-type y abrazadera baja.[1]
- Los cuadros de carbono no aguantan bien la presión de la abrazadera y conveniente sujetarlos a otra parte. como los cambios E-Type. En la abrazadera del sillín existe el mismo problema, pero la tija ayuda a soportar el esfuerzo.

El ISCG es un estándar que permite una libertad de diseño y un soporte mejor de los esfuerzos. Normalmente el par del pedaleo solo se transmite a la cadena y de esta al piñón trasero. Por eso no se necesita un gran resistencia y la robusted del ISCG. Como alternativa se puede utilizar el propio hueco del eje y que se sujete mediante presión y rozamiento, en algunos casos se utiliza algún pegamento como ayuda.
En otros casos como el HammerSchmidt, es necesario el ISCG porque sobre el soporte se ejerce un par bastante mayor. Además es mucho más difícil que ante un golpe se gire y se desajuste.
Hay dos estándares el inicial de 2003 y la 2005 que resolvía problemas que se presentaron con la primera. El ISCG 05 es más detallado y concreto. Detalla aparte las posiciones de los agujeros, la rotación y el paralelismo entre otras.